# Liste des arbres remarquables de la Somme
La liste ci-dessous recense les arbres du département de la Somme considérés comme remarquables par leur âge, leur port, leur forme ou leur intérêt historique. Certains ont été labellisés « Arbres remarquables de France » par l'association Arbres remarquables : bilan, recherche, études et sauvegarde (A.R.B.R.E.S.).

## Liste
Les arbres sont classés par commune.
| commune                   | lieu                                                                             | essence                                    | âge ou date de plantation                 | label « arbre remarquable » | note | photos |
| ------------------------- | -------------------------------------------------------------------------------- | ------------------------------------------ | ----------------------------------------- | --------------------------- | --- | ------ |
| Abbeville                 | parc du Château de Bagatelle                                                     | Ginkgo biloba                              | ~200 ans                                  | non                         | |        |
|                           | parc du Château de Bagatelle                                                     | hêtre à feuilles de fougères               | ~200 ans                                  | non                         | |        |
|                           | parc du Château de Bagatelle                                                     | hêtre tricolore                            | ~200 ans                                  | non                         | |        |
|                           | parc du Château de Bagatelle                                                     | érable de Montpellier                      | ~150 ans                                  | non                         | |        |
|                           | Parc d'Emonville                                                                 | séquoia géant                              | XIXe siècle                               | non                         | |        |
| Amiens                    | parc de l'Hôtel de préfecture de la Somme                                        | cèdre du Liban                             | planté en 1756                            | non                         | propriété de l'Etat, non-ouverte au public |        |
|                           | parc du château de Montières                                                     | savonnier de Chine                         | ~200 ans                                  | 2018                        | |        |
|                           | parc du château de Montières                                                     | deux platanes                              | ~200 ans                                  | 2018                        | |        |
|                           | parc du château de Montières                                                     | cyprès chauve                              |                                           | non                         | |        |
|                           | Cimetière de La Madeleine                                                        | alignement d'ifs                           | plantés pour certains en 1811             | 2018                        | |        |
|                           | Allée des Acacias (quartier Saint-Maurice)                                       | alignement de robiniers faux-acacias       |                                           | 2018                        | |        |
|                           | Square Saint-Denis                                                               | marronnier                                 | ~150 ans                                  | 2018                        | |        |
|                           | rue Jean Jaurès (La Hotoie)                                                      | Alignement de platanes                     | plantés en 1880                           | 2018                        | |        |
| Argoules                  | place du village                                                                 | gros tilleul à petites feuilles            | planté au début du XVIIe siècle ?         | 2016                        | Dans la nuit du 15 au 16 octobre 1987, un orage brisa une part importante de la ramure. Une protection a été mise en place et la ramure se recompose peu à peu |        |
|                           | abbaye de Valloires                                                              | poirier                                    | planté en 1756                            | 2021                        | arbre mort en 2022 |        |
| Bouttencourt-sur-Bresle   | Château de Monthières                                                            | deux platanes                              | XVIIIe siècle ?                           | non                         | |        |
| Bussy-lès-Daours          | parc du château                                                                  | deux platanes                              | XIXe siècle                               | non                         | |        |
| Canaples                  | parc du Château                                                                  | thuya géant                                |                                           | 2021                        | propriété privée |        |
| Coigneux                  | route de Coin, à la sortie du village                                            | tilleul                                    | planté dans les années 1660               | non                         | |        |
| Colincamps                | chemin du cimetière militaire britannique de la Sucrerie                         | alignement de châtaigniers                 |                                           | non                         | propriété privée (publique jusque l'entrée du cimetière militaire britannique de la Sucrerie)                                                                  |        |
| Curchy                    | Dreslincourt                                                                     | Marronnier                                 | planté en 1780, selon la tradition orale  | non                         | Le tronc mesure 5,60 m de diamètre. Début mai 2021, une tornade a brisé le tronc en son milieu.                                                                |        |
| Équennes-Éramecourt       | Éramecourt                                                                       | tilleul                                    | planté au XVIIe siècle                    | non                         | |        |
| Fleury                    | rue du cèdre, dans le village                                                    | Cèdre du Liban                             | planté en 1836                            | non                         | |        |
| Forest-l'Abbaye           |                                                                                  | chêne                                      |                                           | non                         | |        |
| Fréchencourt              | parc du château                                                                  | chêne                                      | âgé ~300 ans                              | non                         | propriété privée |        |
| Ham                       | château de Ham                                                                   | tilleul                                    | planté à la fin du XVIIIe siècle          | non                         | |        |
| Hautvillers-Ouville       | route de Lamotte-Buleux                                                          | « Arbre des croisettes » tilleul           |                                           |                             | |        |
| Hornoy-le-Bourg           | Selincourt                                                                       | tilleul de la ferme de la Sainte Larme     | planté avant la Révolution française      | non                         | propriété privée |        |
| Longueval                 | parc du Mémorial national sud-africain du bois Delville                          | Le Dernier Arbre, charme                   | planté avant 1914                         | non                         | Seul arbre ayant survécu à la bataille du bois Delville, en 1916                                                                                               |        |
| Lucheux                   | place du jeu de Tamis                                                            | « arbre aux épousailles » tilleul          | XVIIe siècle                              | 2005                        | |        |
| Mailly-Maillet            | allée menant à la Chapelle Madame                                                | double alignement de tilleuls              |                                           | non                         | |        |
| Morvillers-Saint-Saturnin | jardin floral du château de Digeon                                               | séquoia géant                              |                                           | non                         | propriété privée ouverte au public |        |
| Quevauvillers             | place du village                                                                 | tilleul                                    | planté au XVIIe siècle ?                  | non                         | |        |
| Rainneville               | 31, rue de Pierregot                                                             | hêtre pourpre                              |                                           | 2019                        | propriété privée |        |
| Rambures                  | parc du château de Rambures                                                      | séquoia géant                              | fin XVIIIe siècle                         |                             | Arbre rapporté des États-Unis par le marquis de La Roche-Fontenilles en 1787. Propriété privée ouverte au public                                               |        |
|                           | parc du château de Rambures                                                      | mûrier blanc de Chine                      |                                           |                             | propriété privée ouverte au public |        |
|                           | parc du château de Rambures                                                      | noyer noir d'Amérique                      |                                           |                             | propriété privée ouverte au public |        |
| Saint-Gratien             | parc du château de Saint-Gratien                                                 | châtaignier                                | 1826                                      | non                         | propriété privée ouverte exceptionnellement au public |        |
|                           | parc du château de Saint-Gratien                                                 | tulipier de Virginie                       | 1826                                      | non                         | propriété privée ouverte exceptionnellement au public |        |
|                           | parc du château de Saint-Gratien                                                 | pins noirs d'Autriche                      | 1826                                      | non                         | propriété privée ouverte exceptionnellement au public |        |
|                           | parc du château de Saint-Gratien                                                 | Chênes                                     | XVIIe siècle                              | non                         | propriété privée |        |
| Saint-Léger-lès-Domart    | Notre-Dame de Bonne-Garde                                                        | « Arbre de la croix », tilleul             | âge estimé : 660 ans                      | non                         | |        |
| Saint-Valery-sur-Somme    | parc du château du Romerel                                                       | « Héritage 1803 », cèdre du Liban          | âge estimé : 220 ans                      | non                         | propriété privée |        |
| Soues                     | Notre-Dame-de-Soues                                                              | Tilleul de Notre-Dame                      |                                           | non                         | En bordure de route, vers Longpré |        |
| Suzanne                   | Jardin de Lilith                                                                 | cèdres de l'Atlas                          | déjà en place avant 1914                  | non                         | propriété privée ouverte au public sur rendez-vous |        |
| Thory                     | chemin rural, r. d. 83 à la sortie de Thory, en direction de Sauvillers-Mongival | tilleul                                    |                                           | non                         | arbre enfoui dans la végétation, tronc à peine visible |        |
| Villers-aux-Érables       | Allée des Tilleuls                                                               | Alignement d'une double rangée de tilleuls | fin du XVIIe siècle pour les plus anciens | non                         | tilleuls bordant l'allée qui donnait accès à l'ancien château                                                                                                  |        |

## Arbres remarquables de la forêt de Crécy
| Lieu                                  | nom                 | essence                          | âge                                       | label « arbre remarquable » | note | photos |
| ------------------------------------- | ------------------- | -------------------------------- | ----------------------------------------- | --------------------------- | ---- | ------ |
| Forêt de Crécy parcelle n°246         | le Beau à voir      | hêtre                            |                                           | non                         |      |        |
| parcelle n°229                        | le Beau Seigneur    | chêne                            |                                           | non                         |      |        |
| n°231                                 | le Beau Témoin      | hêtre                            |                                           | non                         |      |        |
| n°231                                 | le Bel Ancien       | chêne                            |                                           | non                         |      |        |
| parcelle n°83                         | le Bien-Venant      | hêtre                            |                                           | non                         |      |        |
| n°389                                 | Chêne des Chartreux | chêne                            |                                           | non                         |      |        |
| n°83                                  | Chêne de Crécy      | chêne                            |                                           | non                         |      |        |
|                                       | Chêne du Président  | chêne                            |                                           | non                         |      |        |
| n°86                                  | Chêne des Ramolleux | chêne                            | âge estimé 600 ans                        | non                         |      |        |
| n°201                                 | l'Éclaireur         | hêtre                            |                                           | non                         |      |        |
| n°70                                  | l’Ermite            | hêtre                            |                                           | non                         |      |        |
| n°156                                 | Hêtre du Cygne      | hêtre                            |                                           | non                         |      |        |
| n°227                                 | Hêtre du Hallot     | hêtre                            |                                           | non                         |      |        |
| n°382                                 | Hêtre Richard       | hêtre                            | 390 ans, mort mais encore debout en 2023. | oui                         |      |        |
| parcelle n°18                         | Hêtre de la Vierge  | hêtre                            |                                           | non                         |      |        |
| n°70                                  | le Remplaçant       | hêtre                            |                                           | non                         |      |        |
| parcelle n°93                         | le Rescapé          | chêne                            |                                           | non                         |      |        |
| canton de la Haute Loge, parcelle 260 | le Revenant         | chêne                            |                                           | non                         |      |        |
| n°95                                  | le Royal            | chêne                            |                                           | non                         |      |        |
| n°82                                  | le Spectateur       | chêne                            |                                           | non                         |      |        |
| n°231                                 | le Superbe          | chêne                            |                                           | non                         |      |        |
| n°124                                 | le Vénérable        | hêtre                            |                                           | non                         |      |        |
| n°28                                  | les Frères ennemis  | hêtre et chêne, soudés à la base | tombés en 2018                            | classés 1903                |      |        |